# 3/I Batalion Wartowniczy
3/I Batalion Wartowniczy – oddział Wojska Polskiego pełniący służbę ochronną na granicy II Rzeczypospolitej.

## Formowanie i zmiany organizacyjne
3/I batalion wartowniczy sformowano w 1919. Batalion powstał jako 6/III batalion wartowniczy w DOG Kielce. Potem funkcjonował w strukturze Okręgu Generalnego Warszawa. W skład batalionu wchodziło dowództwo oraz 4 kompanie po 3 plutony. W dowództwie, oprócz dowódcy batalionu, służyli oficerowie: sztabowy, adiutant, prowiantowy i kasowy; podoficerowie: mundurowy, prowiantowy, rusznikowy, sanitarny oraz 6 ordynansów.
Rozkazem nr 10 000 mob. z 19 lipca 1920 Minister Spraw Wojskowych przemianował 3/I batalion wartowniczy Warszawski na V Warszawski Batalion Etapowy[wymaga weryfikacji?]. 
Na początku 1921 3/I baon wartowniczy stacjonował w Warszawie. Na podstawie rozkazu Ministra Spraw Wojskowych nr 3046/Org z dnia 24 marca 1921, na bazie 3/I batalionu wartowniczego powstał 1 batalion celny.

## Dowódcy batalionu
- mjr piech. Julian Żaba (od 12 V 1921[8])